# Planet Coaster
Planet Coaster è un videogioco gestionale sviluppato da Frontier Developments per Microsoft Windows. Distribuito nel 2016 tramite Steam, il gioco è prodotto dalla stessa software house di RollerCoaster Tycoon 3. Il gioco è stato annunciato nel gennaio 2015 con il titolo di Coaster Park Tycoon.